# Taça de Portugal de Hóquei em Patins Feminino de 2005–06
A Taça de Portugal de Hóquei em Patins Feminino de 2005–06, foi a 14ª edição da Taça de Portugal, ganha pela Fundação Nortecoope (1º título).

## Final
A final four foi disputada a 11 de Junho de 2006.
|                 | Resultado |                     |
| --------------- | --------- | ------------------- |
| ACR Gulpilhares | 3 – 4     | Fundação Nortecoope |

Gulpilhares e F. Nortecoope acabaram empatados a 1 golo após o tempo regulamentar e ainda após o prolongamento. Só nas penalidades é que a Fundação desempatou.

## Meias-finais
As partidas foram disputadas a 10 de Junho de 2006.
|                     | Resultado |                  |
| ------------------- | --------- | ---------------- |
| ACR Gulpilhares     | 4 – 1     | CD Portosantense |
| Fundação Nortecoope | 6 – 1     | HC Mealhada      |

## Quartos de final
As partidas foram disputadas a 1 de Maio de 2006.
|                  | Resultado |                     |
| ---------------- | --------- | ------------------- |
| HC Mealhada      | 3 – 1     | AF Arazede          |
| ACR Gulpilhares  | 3 – 1     | CD Nortecoope       |
| CD Portosantense | 3 – 1     | GDR "Os Lobinhos"   |
| CD Boliqueime    | 1 – 7     | Fundação Nortecoope |